# Polyrhachis bihamata
Polyrhachis bihamata (Fabricius, 1775) è una formica della sottofamiglia Formicinae.
Diffusa nelle Filippine, Malaysia, India, Sumatra e Borneo, ha la caratteristica di essere lunga 1-1,5 cm e di essere dotata di numerose spine ritorte che si conficcano dolorosamente nei predatori.

## Altri progetti

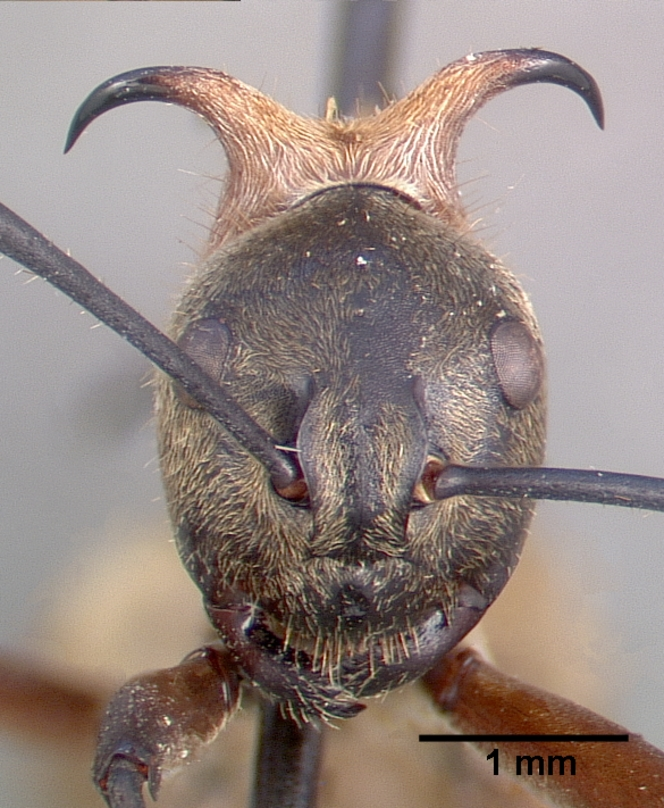
Particolare della testa